# Ćwikielnia
Ćwikielnia (deutsch Neu Stabigotten) ist ein Ort in der polnischen Woiwodschaft Ermland-Masuren. Er gehört zur Gmina Stawiguda (Landgemeinde Stabigotten) im Powiat Olsztyński (Kreis Allenstein).

## Geographische Lage
Ćwikielnia liegt im Westen der Woiwodschaft Ermland-Masuren, 16 Kilometer südlich der Kreisstadt Olsztyn (deutsch Allenstein).

## Geschichte
Neu Stabigotten (in Unterscheidung zum bis Ende des 19. Jahrhunderts Alt Stabigotten genannten und heutigen Nachbarort Stabigotten (polnisch Stawiguda)) war vor 1945 ein kleines Dorf im ostpreußischen Kreis Allenstein.
Anlässlich einer Volkszählung wurden am 3. Dezember 1861 in dem Dorf 12 Wohnstätten bei 67 Einwohnern gezählt. Am 1. Dezember 1905 waren es 19 Wohngebäude bei 87 Einwohnern.
1945 in Kriegsfolge mit dem gesamten Ostpreußen zu Polen gekommen, erhielt Neu Stabigotten die polnische Namensform „Ćwikielnia“ und ist heute in die Landgemeinde Stawiguda (Stabigotten) im Powiat Olsztyński (Kreis Allenstein) eingegliedert, zwischen 1975 und 1998 der Woiwodschaft Olsztyn, seither der Woiwodschaft Ermland-Masuren zugehörig.

## Kirche
Bis 1945 war Neu Stabigotten in die evangelische Kirche Allenstein in der Kirchenprovinz Ostpreußen der Kirche der Altpreußischen Union, außerdem in die römisch-katholische Kirche Grieslienen (polnisch Gryźliny) im damaligen Bistum Ermland eingepfarrt. Heute gehört Ćwikielnia evangelischerseits zur Christus-Erlöser-Kirche Olsztyn (Allenstein) in der Diözese Masuren der Evangelisch-Augsburgischen Kirche in Polen sowie katholischerseits zur Pfarrei Stawiguda im jetzigen Erzbistum Ermland.

## Verkehr
Ćwikielnia liegt an einem Landweg, der vom Dorf Stawiguda zur Waldsiedlung Stawiguda (Osada) (Stabigotten (Forst)) führt.
Stawiguda ist die nächste Bahnstation an der PKP-Linie 126 Działdowo–Olsztyn (deutsch Soldau–Allenstein).